# ブルース・ハイウェイ
ブルース・ハイウェイ（Bruce Highway）は、オーストラリア・クィーンズランド州東海岸の幹線道路。交通量の多い区間は高速道路規格となっているが、大半は一般道路である。高規格化工事が継続的に行われている。

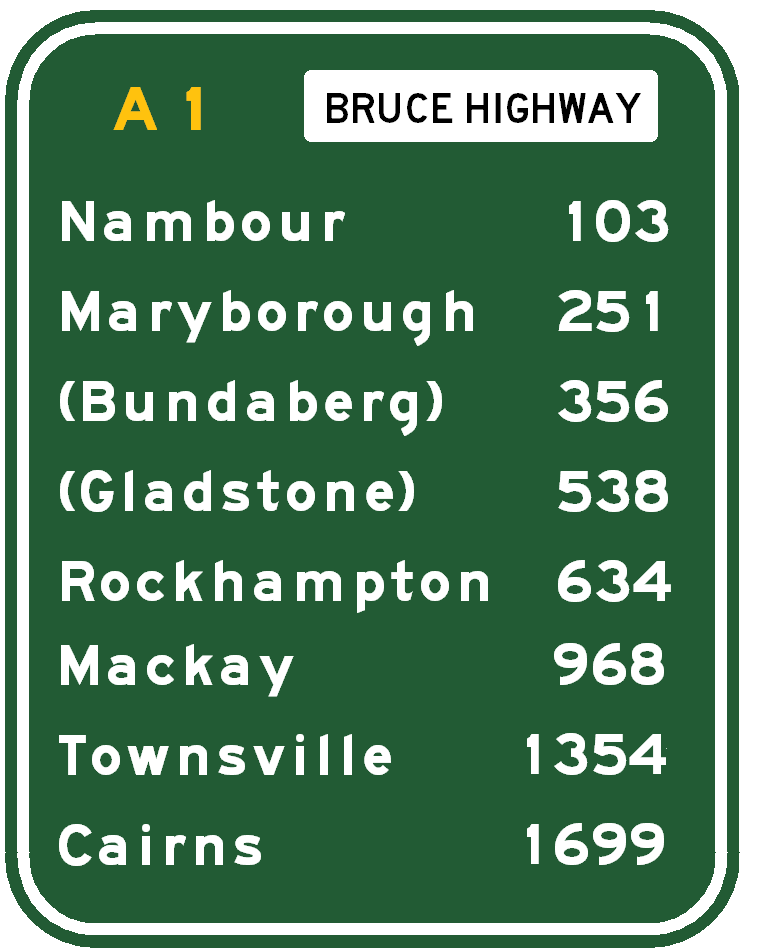
サイン（ブリズベンからの距離）

主な経由地は北から
- ケアンズ
- タウンズビル
- マッカイ
- ロックハンプトン
- バンダバーグ
- サンシャイン・コースト
- ブリズベン